# Metaboloon
Een metaboloon is een tijdelijk complex van eiwitten dat een grotere structuur vormt met de functie van het uitvoeren van een aantal op elkaar volgende metabole omzettingen. Het complex wordt door niet-covalente interacties bij elkaar gehouden en bestaat uit enzymen en andere eiwitten zoals membraaneiwitten en eiwitten van het cytoskelet. Het metaboloon concept is terug te lijden naar werk uit 1970 door Kuzin van de USSR Academy of Sciences, en overgenomen in 1972 door Srere van de Universiteit van Texas voor enzymen van de tricarbonzuur cyclus. Kurganov en Lyubarev werkte het idee uit voor een complex van glycolytische enzymen, en Clarke later in the jaren 70. De naam metaboloon werd in 1985 voor het eerste gebruikt, door P. Srere.